# Хамада Сьоко
Хамада Сьоко (яп. 浜田 彰子; нар. Японія) — японська футболістка, виступала в збірній Японії.

## Кар'єра в збірній
Дебютувала у збірній Японії 21 січня 1986 року в поєдинку проти Індії. У футболці національної збірної в 1986 році зіграла 2 матчі.

## Статистика виступів у збірній
| жіноча національна збірна Японії | жіноча національна збірна Японії | жіноча національна збірна Японії |
| Рік                              | Матчі                            | Голи                             |
| -------------------------------- | -------------------------------- | -------------------------------- |
| 1986                             | 1                                | 0                                |
| Загалом                          | 2                                | 0                                |